# Justine Triet
Justine Triet (Fécamp, 17 juli 1978) is een Franse filmregisseuse en scenarioschrijfster.

## Carrière
Justine Triet begon haar carrière met het regisseren van korte films en documentaires. Met de korte film Vilaine fille mauvais garçon (2012) viel ze in de prijzen op onder meer het internationaal filmfestival van Berlijn en de European Film Awards.
In 2013 maakte ze met de tragikomedie La bataille de Solférino, die op het filmfestival van Cannes in première ging, haar officieel filmdebuut. De film werd gedeeltelijk opgenomen op de dag van François Hollandes overwinning in de Franse presidentsverkiezingen.
Drie jaar later werkte ze met de Belgisch-Franse actrice Virginie Efira samen aan Victoria (2016). De romantische tragikomedie werd genomineerd voor twee Césars. Nadien werkten Triet en Efira ook samen aan Sibyl. Het is haar eerste film die geselecteerd werd voor de competitie van de Gouden Palm. In 2023 won ze de Gouden Palm als derde vrouw ooit met Anatomie d'une chute.

## Filmografie
| Jaar | Titel                    | Regisseuse | Scenariste |
| ---- | ------------------------ | ---------- | ---------- |
| 2013 | La bataille de Solférino |            |            |
| 2016 | Victoria                 |            |            |
| 2019 | Sibyl                    |            |            |
| 2023 | Anatomie d'une chute     |            |            |

## Prijzen en nominaties
De belangrijkste:
| Jaar | Prijs                   | Categorie   | Genomineerde(n)      | Uitslag  |
| ---- | ----------------------- | ----------- | -------------------- | -------- |
| 2023 | Filmfestival van Cannes | Gouden Palm | Anatomie d'une chute | Gewonnen |
| 2023 | Filmfestival van Cannes | Palme Dog   | Anatomie d'une chute | Gewonnen |